# Бари Уилмор
Бари Юджийн „Бъч“ Уилмор (на английски: Barry Eugene 'Butch' Wilmore) e американски тест пилот и астронавт на НАСА. Има три космически полета, първият от които е 11-дневна мисия на космическа совалка през ноември 2009 г. до Международната космическа станция. Уилмор е назначен за пилот с петима други членове на екипажа на космическата совалка Атлантис за мисията STS-129. Участва като част от Експедиция 41 до Международната космическа станция и през 2024 г. се завръща на МКС в тестовия полет Boeing Crew Flight Test – първата мисия с екипаж на Boeing Starliner. От октомври 2024 г. е в Космоса, като трябва да се върне на Земята през 2025 г.

## Образование
Бари Уилмор завършва колежа Mt. Juliet High School  Тенеси. След това завършва университета на щата Тенеси с бакалавърска степен по електроинженерство. В същото висше учебно заведение получава две магистърски степени: по електроинженерство и мениджмънт.

## Военна кариера
Бари Уилмор постъпва на служба в USN след дипломирането си. Той става пилот на самолети A-7 Корсар и F-18 Хорнет. Служи последователно на самолетоносачите USS Forrestal (CV-59), USS John F. Kennedy (CV-67), USS Enterprise (CVN-65) и USS Dwight D. Eisenhower (CVN-69). Участва в операция Пустинна буря и извършва 21 бойни полета полета над територията на Ирак. Завършил е школата за тест пилоти в Мериленд. В кариерата си има над 6200 полетни часа и 663 кацания на палубата на самолетоносач.

## Служба в НАСА
Бари Уилмор е избран за астронавт от НАСА на 26 юли 2000 г., Астронавтска група №18. Получава назначение и като CAPCOM офицер на последната мисия по програмата Спейс шатъл STS-135 през юли 2011 г.

## Полет
Бари Уилмор лети в Космоса като член на екипажа на 2 мисии:
| Космически полет на Бари Юджийн „Бъч“ Уилмор                                   | Космически полет на Бари Юджийн „Бъч“ Уилмор | Космически полет на Бари Юджийн „Бъч“ Уилмор | Космически полет на Бари Юджийн „Бъч“ Уилмор | Космически полет на Бари Юджийн „Бъч“ Уилмор | Космически полет на Бари Юджийн „Бъч“ Уилмор | Космически полет на Бари Юджийн „Бъч“ Уилмор |
| №                                                                              | Дата                                         | КК                                           | Емблема на мисията                           | Функции                                      | Продължителност |                                              |
| ------------------------------------------------------------------------------ | -------------------------------------------- | -------------------------------------------- | -------------------------------------------- | -------------------------------------------- | --- | -------------------------------------------- |
| 1                                                                              | 16 ноември 2009                              | „Атлантис“, мисия STS-129                    | STS-119                                      | Пилот                                        | 10 денонощия 19 часа 16 мин. 13 сек. |                                              |
| 2                                                                              | 25 септември 2014                            | „Союз ТМА-14М“, Експедиция 41 на МКС         |                                              | Бордови инженер, Командир на Експедиция 41   | 167 денонощия (планирани) |                                              |
| 3                                                                              | 5 юни 2024                                   | CST-100 Starliner“, мисия CFT                |                                              | Тест пилот                                   | Първоначално са планирани 8 дни, но поради множество технически проблеми възникнали с космическия караб на Боинг „Старлайнър“ остават блокирани в космоса до февруари 2025 г |                                              |
| Сумарно време в Космоса (до 2024 г.) – 177 денонощия 19 часа 16 минути 13 сек. |                                              |                                              |                                              |                                              | |                                              |

## Награди
- Медал за похвална служба;
- Медал за похвала на USN (6);
- Медал за постижения на USN (2);
- Въздушен медал (5).